# Mariebergsskogen

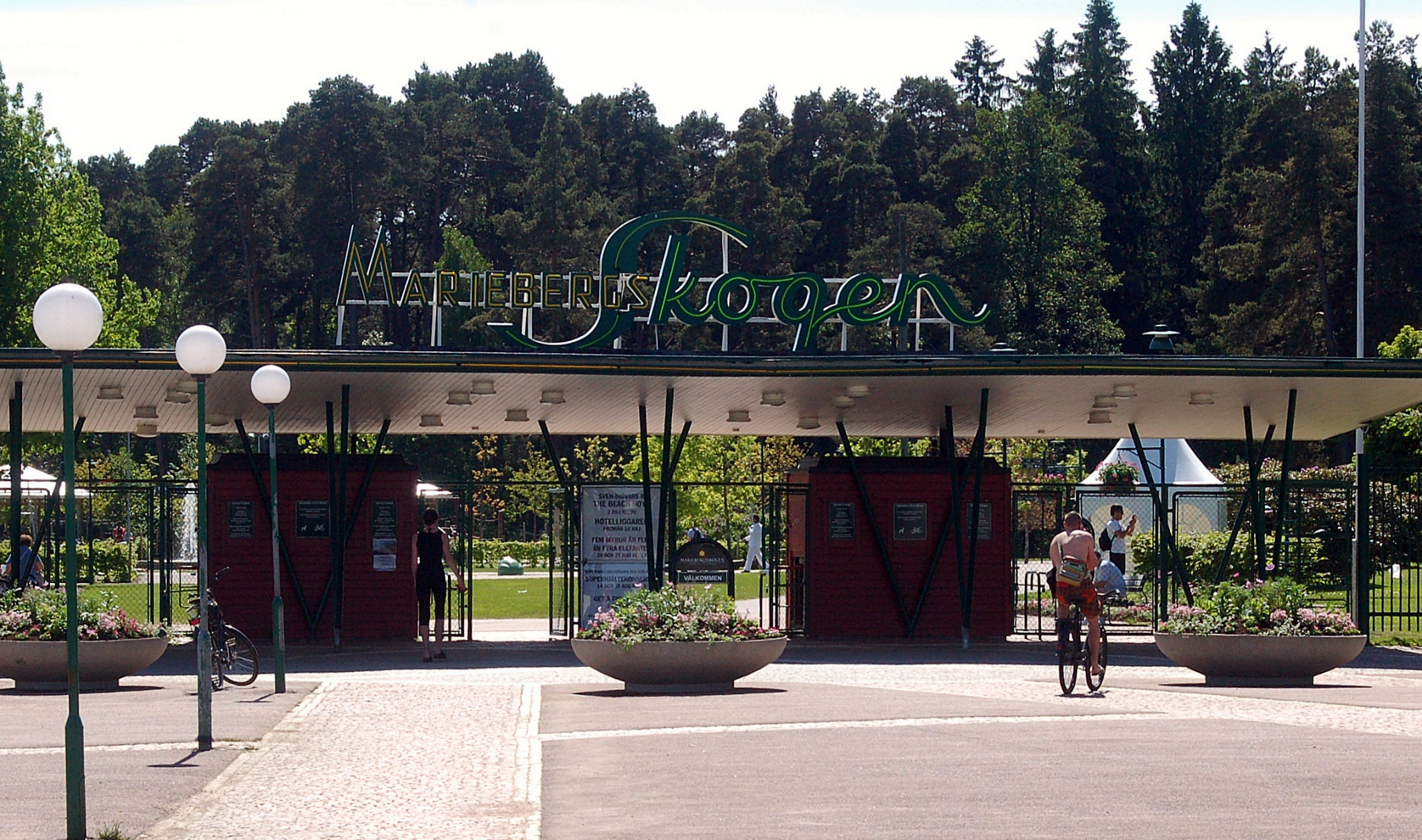
Ingången till Mariebergsskogen

Mariebergsskogen är en stadspark i Karlstad. Parken skänktes till Karlstad stad 1896 av doktor Conrad Höök. 1925 flyttades kulturbyggnader hit från olika delar av Värmland och bildade därmed ett friluftsmuseum. Mariebergsskogen har också byggts ut under 2000-talet med Naturum Värmland.

## Friluftsteater

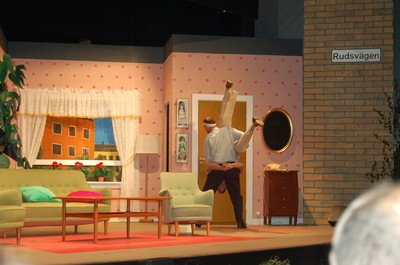
Kuta och kör 2009 i Mariebergsskogen

Friluftsteatern är Sveriges äldsta och har 966 sittplatser.

### Artister
Under 1950 och 1960-talen uppträdde flera kända artister i Mariebergsskogen. Bl.a. Stan Getz, Quincy Jones, Cliff Richard & The Shadows, Duke Ellington, Ray Charles, Paul Anka, Osmond Brothers, The Hollies, Jimi Hendrix Experience, Manfred Mann och Blood, Sweat & Tears.

 Barncancerfonden anordnade Jag vill bli stor i Mariebergsskogen första gången 1997 och bokade artister som Pet Shop Boys till galan 2000. 2 juli 2010 spelade The Beach Boys i Mariebergsskogen.
Från 2012 flyttade musikfestivalen Putte i Parken från Karlskoga till Mariebergsskogen.

### Teateruppsättningar
I friluftsteatern har ett antal olika teaterföreställningar satts upp. 
- 2009 Kuta och kör
- 2010 Hotelliggaren
- 2011 Prima Donnor.[8]

## Nöjespark
Under 1990-talet och en bit in på 2000-talet var parken en säsongsbetonad nöjespark. Det fanns bland annat en mindre Berg- och dalbana vid namnet "äppelmasken", samt ett Pariserhjul.

## Säsongsbundna

### Sommartid

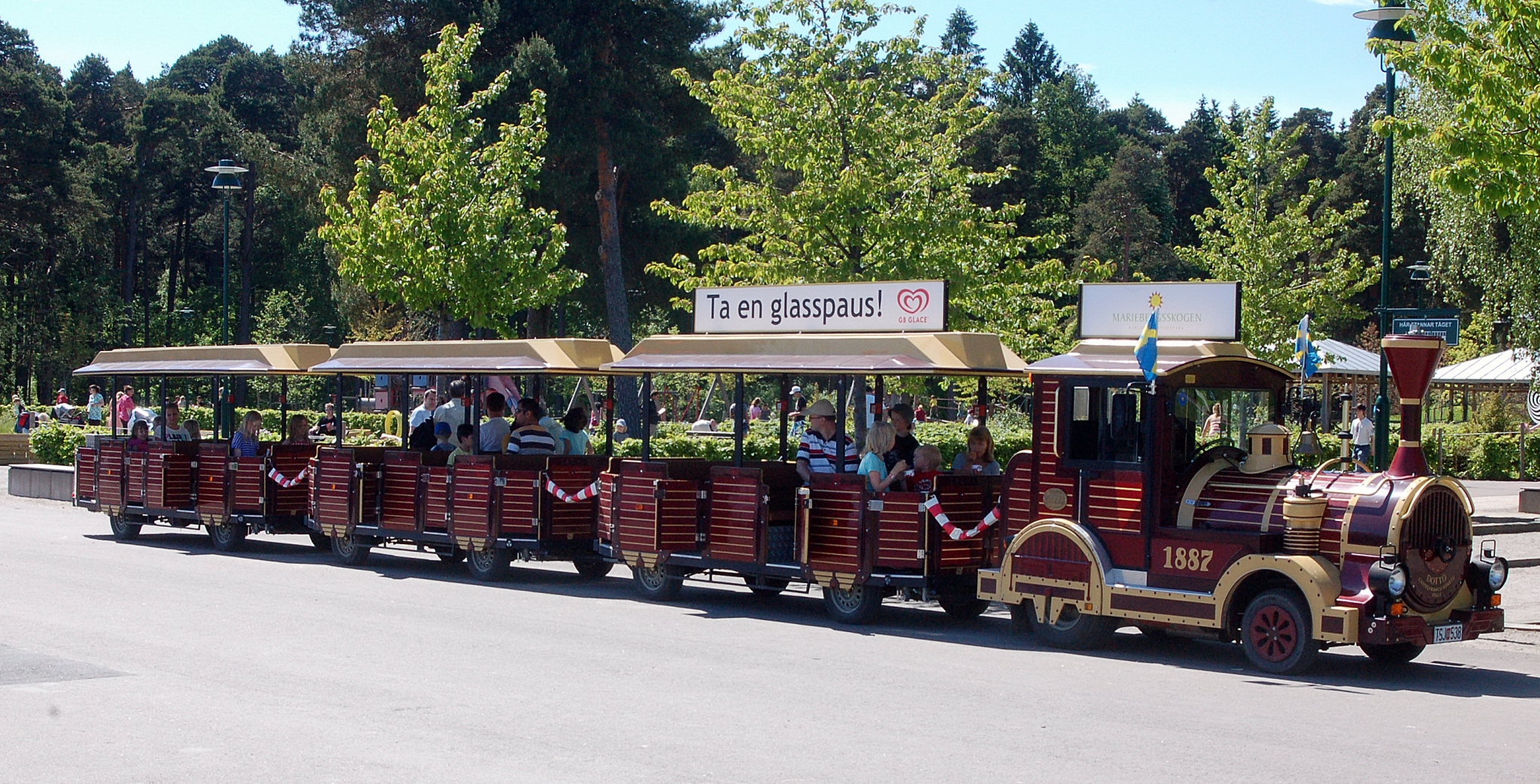
Tåget Conrad Höök

Djurparken Lillskogen är öppen alla dagar - året om. Här bor med svenska lantdjur av alla de slag, så som kor, ponnyer, minigrisar, getter, grisar, får och kaniner. Tidigare[När var det detta försvann då??] fanns det både apor, björnar och lamadjur i djurparken.

### Vintertid
Vintertid finns det en isbana att åka på.

## Sport
2013 byter Karlstad Triathlon från Löfbergs Lila Arena som start och målområde till att Mariebergsskogen istället är centrum för tävlingen.